# Гаранин, Сергей Григорьевич
Серге́й Григо́рьевич Гара́нин (род. 11 февраля 1958 года) — российский учёный, физик, директор Института лазерно-физических исследований РФЯЦ-ВНИИЭФ, доктор физико-математических наук, член-корреспондент Российской академии наук, академик РАН (2016) по Отделению энергетики, машиностроения, механики и процессов управления по специальности «Энергетика» (с 25 мая 2006 года). Специалист в области физики плазмы, лазерного термоядерного синтеза, лазерной физики и инженерных проблем создания специальных лазерных систем.

## Этапы биографии
- В 1980 году окончил Московский инженерно-физический институт (с 2009 года — Национальный исследовательский ядерный университет «МИФИ») по специальности «Экспериментальная ядерная физика».
- В 1991 году под руководством Г. Г. Кочемасова защитил кандидатскую диссертацию во ВНИИЭФ.
- В 2003 году там же защитил докторскую диссертацию (научный консультант — Г. А. Кириллов)[2].

## Награды
- Орден Почёта (2006).
- Государственная премия РФ (2004).
- Премия Правительства Российской Федерации в области науки и техники (2012)[3]